# Jurij Bizjak
Jurij Bizjak, slovenski bivši škof, teolog, biblicist in prevajalec, * 22. februar 1947, Col.

## Življenje in delo
Bizjak se je rodil 22. februarja 1947 na Colu. Bil je prvorojenec v 6-članski družini. Na Colu je obiskoval pet razredov osnovne šole in v Ajdovščini naslednje tri. V semenišču v Vipavi je obiskoval gimnazijo. Teologijo je študiral na ljubljanski teološki fakulteti. Diplomiral je leta 1972. Posvečenje je prejel 29. junija 1971 v Logu pri Vipavi.
Kaplanoval je v Sežani in v letih od 1972 do 1975 v Ilirski Bistrici. Eno leto je bil župnijski upravitelj na Planini in na Ustjah. Sveto pismo je študiral na Papeškem bibličnem inštitutu in na Urbaniani (1976–83). Doktriral je z disertacijo Sporni pregovori.
Službo duhovnega voditelja v vipavskem malem semenišču je opravljal v letih od 1983 do 1997. Od leta 1991 do 1997 je bil sočasno tudi duhovni pomočnik v šturski župniji. Svetopisemske vede je predaval na ljubljanski teološki fakulteti od leta 1983 do 2000. Od leta 1997 do 2000 je bil tudi duhovni voditelj ljubljanskih bogoslovcev. Deset let je sodeloval pri pripravi Slovenskega standardnega prevoda Svetega pisma. Nekaj starozaveznih knjig je prevedel samostojno.
Iz biblične arheologije in zgodovine se je strokovno izpopolnjeval v Jeruzalemu. Predaval je na različnih tečajih in objavil več člankov.
13. maja 2000 ga je papež Janez Pavel II. imenoval za koprskega pomožnega škofa, naslovnega škofa v Gergiju. Škofovsko posvečenje je prejel 5. julija 2000 v koprski stolnici.
26. maja 2012 ga je papež Benedikt XVI. imenoval za 58. rezidencialnega koprskega škofa - ordinarija. Funkcijo je prevzel po slovesni umestitvi, ki je bila 23. junija v koprski stolni cerkvi.
Zaradi dosežene kanonične starosti se je v letu 2024, ko je zaključil praznovanja (slovesnosti) ob 1500-letnici koprske škofije upokojil, za njegovega naslednika pa je papež Frančišek 29. novembra tega leta imenoval dotedanjega murskosoboškega škofa Petra Štumpfa, kateremu je ob njegovi umestitvi 1. februarja 2025 dokončno predal vodstvo škofije.